# Caletodraco cottardi
Caletodraco cottardi es la única especie conocida del género Caletodraco, un dinosaurio terópodo abelisáurido, que vivió a mediados del período Cretácico, hace aproximadamente entre 100 a 93 millones de años, durante el Cenomaniense, en lo que es hoy Europa. Sus fósiles fueron encontrados en Pays de Caux, Francia. Representa el primer furileusauriano definitivo nombrado fuera de América del Sur.
El espécimen holotipo, MHNH 2024.1.1., fue recolectado por Nicolas Cottard durante dos expediciones separadas en 2021 y 2023, e incluye un sacro, los huesos ilíacos incompletos, la primera vértebra caudal y varios huesos mal conservados, posiblemente costillas. Un diente encontrado en la misma localidad puede pertenecer al mismo taxón o algún otro depredador o carroñero.
Caletodraco fue descrito como un nuevo género y especie de abelisáurido en 2024. El nombre genérico, Caletodraco, combina el nombre de los Caleti, la tribu celta que vivía en el área alrededor de la localidad tipo en Normandía, Francia, con el latín draco, que significa "dragón". El nombre específico honra a Nicolas Cottard, quien descubrió el espécimen y lo donó al museo donde ahora se encuentra.
El holotipo de Caletodraco es similar en tamaño general a los huesos correspondientes de Skorpiovenator. Los ilíacos de ambos taxones miden alrededor 70 centímetros (27,6 plg), con una longitud del primer centro vertebral caudal de unos 10 centímetros (3,9 plg). Como se sabe, Skorpiovenator tiene un esqueleto bastante completo con una longitud total estimada de 6 metros (19,7 pies), se puede suponer que Caletodraco era similar en tamaño. La forma del proceso transversal de la vértebra caudal es una autapomorfía que distingue a Caletodraco de todos los demás abelisáuridos.
Caletodraco fue asignado por sus descriptores al subclado abelisáurido Furileusauria. Esto lo convierte en uno de los furileusaurianos más antiguos conocidos, posiblemente junto con Genusaurus del Cretácico Inferior de Francia. Esto sugiere una biogeografía de los abelisaurios europeos más compleja de lo que se suponía anteriormente.